# Banksia attenuata
Banksia attenuata é uma espécie de planta da família Proteaceae. Geralmente uma árvore, pode atingir até 10 m de altura, mas é muitas vezes um arbusto medindo de 0,4-2 m de altura. Tem folhas longas e estreitas, e  inflorescências amarelas serrilhadas e brilhantes, que surgem na primavera e no verão. É encontrada em grande parte do sudoeste da Austrália Ocidental, desde o norte de Parque Nacional Kalbarri até o Cabo Leeuwin e em todo o Parque nacional Rio Fitzgerald.
John Lindley nomeou o material coletado por James Drummond como Banksia cylindrostachya em 1840, mas provou-se que tratava-se da mesma espécie nomeada como Banksia attenuata por Robert Brown, 30 anos antes, em 1810, e, portanto, o nome de Brown teve precedência. Dentro do gênero Banksia, a relação e posição exata de B. attenuata não é clara.
A espécie é polinizada e fornece alimento para uma grande variedade de animais vertebrados e invertebrados nos meses de verão. Várias espécies de aves da família Meliphagidae visitam as flores, assim como o marsupial Tarsipes rostratus, que tem um importante papel  como polinizador.
Estas plantas podem ter uma vida útil de 300 anos e são amplamente utilizadas como árvores urbanas, apesar do seu tamanho.